# Padduni
Il paḍḍuni è un formaggio di latte caprino ed anche un prodotto tipico siciliano.
È una produzione tipica siciliana, come tale è stata ufficialmente riconosciuta e inserita nella lista dei prodotti agroalimentari tradizionali italiani (P.A.T) del Ministero delle politiche agricole alimentari e forestali (Mipaaf).

## Storia
Le origini di questo formaggio sono molto antiche e risalgono addirittura all'XI secolo a.C., Omero narra di una bevanda a base di formaggio caprino grattato. Aristotele, nel IV secolo a.C. soffermandosi sulle tradizioni casearie siciliane cita il gusto del latte caprino. Nel periodo Romano, II secolo a.C., Varrone esalta le qualità del latte di capra e dei formaggi caprini. Un accenno alla bontà del formaggio caprino appare nel "Corso compiuto di agricoltura teorica pratica ed economica" dell'abate Rozier verso la fine del XVIII secolo.

## Denominazione e differenze con ilformaggio di capra siciliana
Il nome paḍḍuni, talvolta localmente pronunciato anche come baḍḍuni, balluni e raramente palluni, in siciliano vuol dire pallone e indica chiaramente la forma di questo caprino. U paḍḍuni differisce dal formaggio di capra siciliana, conosciuto in siciliano semplicemente come furmaggiu di crapa, principalmente per la sua forma a palla, mentre il formaggio di capra siciliana è di forma cilindrica. Anche il peso di 300 grammi è circa un decimo rispetto ai 3 chili di peso di una forma di formaggio di capra siciliana. I due formaggi differiscono anche per la salatura e per la stagionatura: fresco il padduni mentre il formaggio di capra siciliana è stagionato almeno 3 mesi.

## Produzione
Il processo comincia coagulando il latte in una tina di legno a circa 37 °C per insieme al caglio in pasta di agnello o capretto o un misto dei due. Il latte coagula in 45 minuti. È ammessa l'aggiunta di pepe nero in grani o fiocchi di peperoncino.
Ottenuta quindi la cagliata essa viene spurgata usando le mani. La spurgatura avviene in un recipiente di legno particolare chiamato localmente cisca. In seguito la cagliata viene scottata con scotta calda e modellata in una forma sferica. La salatura avviene a secco sull'intera superficie della palla. U paḍḍuni è subito pronto per il consumo.